# Berivan Yildiz
Berivan Yildiz, född 7 januari 1979, är en kurdisk-svensk tidigare radioprogramledare.
Yildiz var redaktör för tidningen Gringo innan hon började som programledare för Morgonpasset 2006. Hon har även arbetat som projektledare och producent på Riksteatern och som verksamhetschef för kultur och ung fritid i Botkyrka kommun. Fram till 2024 var hon ledamot i Granskningsnämnden för radio och TV.